# Cartierul Buharilor din Ierusalim

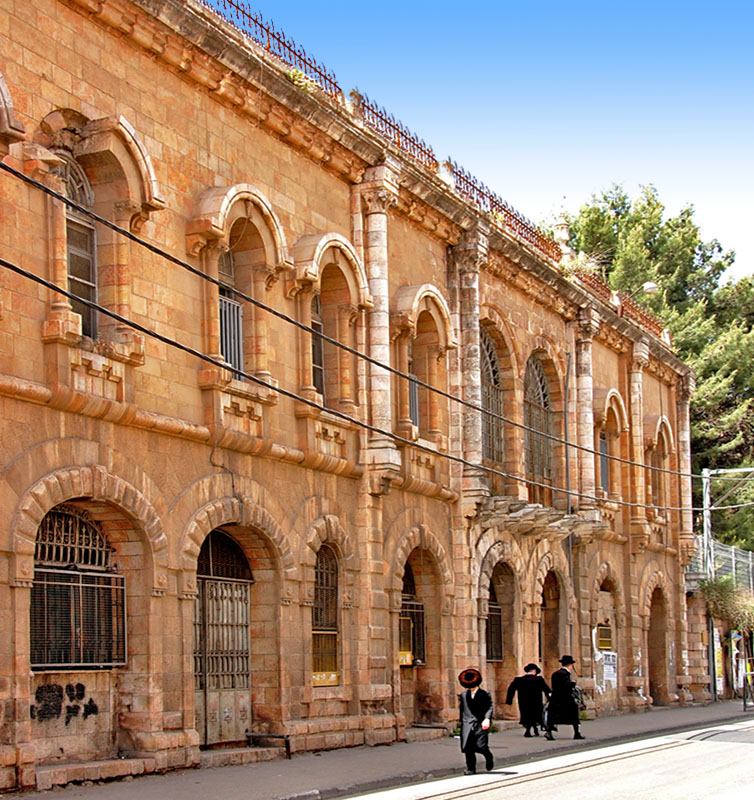
Casa Yehudayoff, cunoscută și ca "Palatul", din Cartierul Buharilor din Ierusalim

Cartierul Buharilor din Ierusalim (în ebraică:שכונת הבוכרים „Shkhunat Habukharim”) este un cartier în centrul Ierusalimului, capitala Israelului, care a fost construit în anul 1894, în vremea stăpânirii otomane în Palestina, de către evrei originari din Buhara și Asia Centrală rusă (mai ales Uzbekistanul, Tadjikistanul și Turkmenistanul de astăzi). Cartierul se află în partea de nord a centrului Ierusalimului, la nord-vest de cartierul Mea Shearim, și se învecinează cu cartierele Beit Israel la est, Arzei Habirá  și Maalot Dafna, Shmuel Hanavi, Mahanayim, Gush Shmonim și Tel Arza pe un arc de la nord-est spre vest, și Kerem Avraham și Geula (Gheula) la sud.
În zilele noastre cartierul este pauperizat și locuit în mare parte de evrei ultraortodocși.

## Istorie

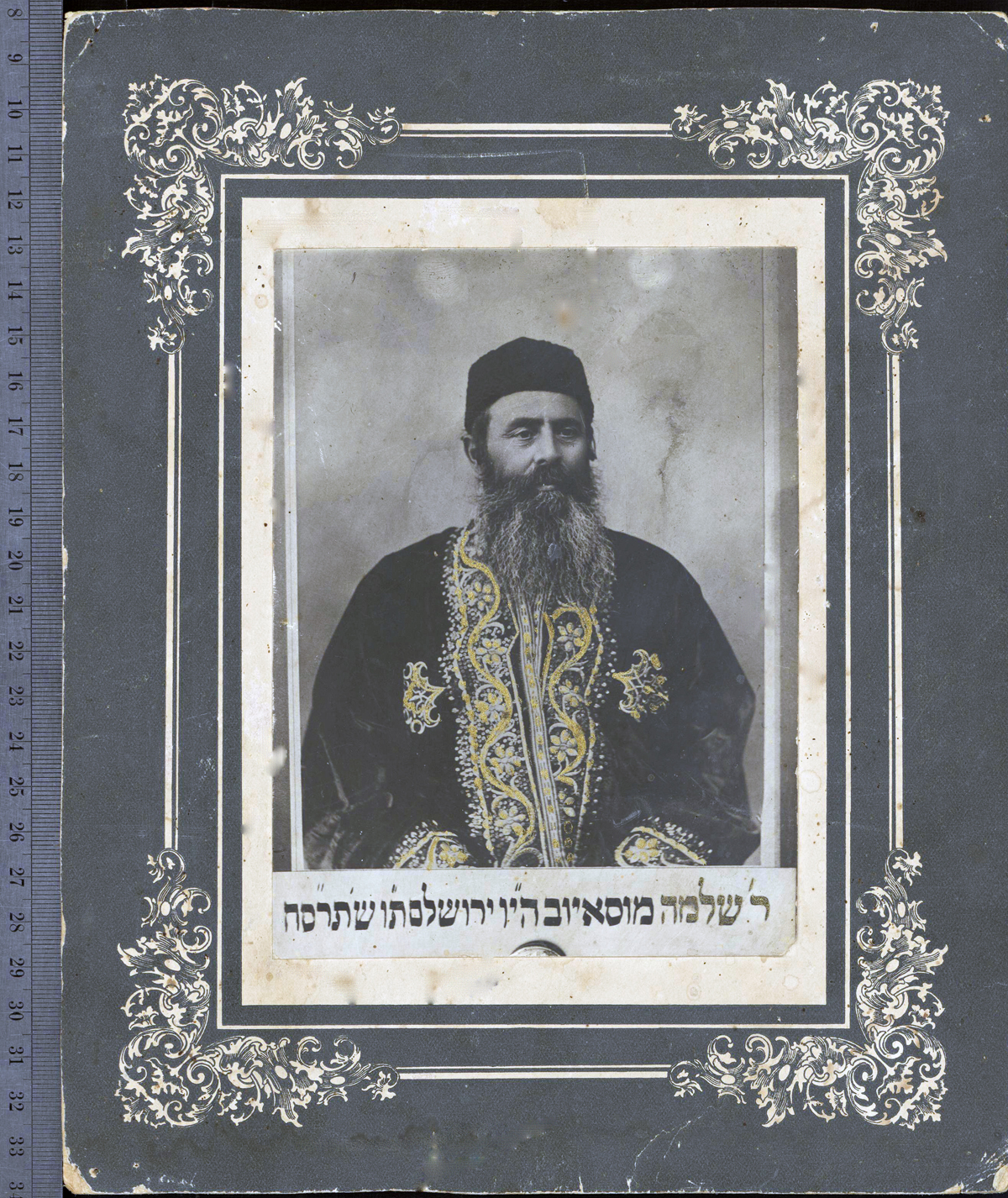
Shlomo Mussaieff (1952-1922).unul din fondatorii cartierului buhar din Ierusalim şi al sinagogii Mussaieff, într-o fotografie din anul 1908

## Începuturile
În anii 1870, și mai ales în anii 1880-1890, în urma introducerii unor legi și dispoziții restrictive de către Imperiul țarist, a început un val de emigrare a unora din evreii din regiune spre Ierusalim. Legătura istorică si spirituală cu Ierusalimul s-a întărit în rândurile evreilor din Asia Centrală rusă, mai ales în urma activitatii misionare a doi emisari sefarzi: rabinul Yosef Mamman, originar din Maroc,care se stabilise mai întâi la Tzfat, și apoi la finele secolului al XVIII-lea în Buhara, și după multe decenii mai târziu, a rabinului Rafael Ohana care venise din Tiberias.
Între 1868 - 1914  circa 1,500 dintre cei 16,000 evrei din zona Buhara au emigrat la Ierusalim. 
După revoluția bolșevică din Rusia din 1917, între 1920-1930 alte circa 4000 evrei buhari au fugit în Palestina, trecând prin Afghanistan și Persia. Pe drum circa 800 au fost omorâți sau au murit de foamete.
În 1889 în luna Elul, odată cu înființarea noilor cartiere din afara zidurilor Orașului vechi, și creșterea în oraș a numărului evreilor buhari la 200, șapte capi de familie a pus bazele unei companii numită „Compania Iubitorilor Sionului din comunitatea sfântă a Buharei,
și a împrejurimilor ei".
S-a decis întemeierea unui cartier al comunității buhare sub numele Rehovot, după versetul biblic  ...și a săpat altă fântână, pentru care nu s-au mai certat, și i-a pus numele Rehobot, căci își zicea: "Datu-ne-a astăzi Domnul loc larg și vom spori pe pământ".(Facerea, 26,22) 
ויחפר באר אחרת ולא רבו עליה ויקרא שמה רחבות ויאמר כי עתה הרחיב יה
În scopul zidirii noului cartier  au trimis membrii obștii  o chemare evreilor din Buhara, Samarkand, Tașkent etc cerându-le  donații. Li s-a spus ca aceasta va crește numele comunității evreilor buhari,între locuitorii Ierusalimului     
Pentru planificarea cartierului a fost angajat arhitectul german Conrad Schick.
În 1891 asociația, sub numele Iubitorii Sionului din Buhara, Samarkand, Tașkend și împrejurimile" a publicat un charter, în care se prevedea construirea unui cartier în genul cartierelor din marile orașe europene. Ea a cumpărat 6.5 hectare de pământ la vest de cartierul Beit Israel,într-un loc relativ izolat de axa centrală de dezvoltare a orașului reprezentată de strada Jaffa. Muncile au început după trei ani, odată cu zidirea sinagogii Mussayev (Mussayeff).
În comparație cu casele simple în care trăiau până atunci evrei la Ierusalim, cartierul buhar a devenit cel mai impunător dintre cartierele evreilor.
În prefața la cartea de rugăciuni pe care a redactat-o „Hukat olam”, Shlomo Mussaieff, negustor și învățat, dintre ctitorii cartierului, a scris:
„Eu, Shlomo Mussaieff, m-am născut la Buhara. Spiritul m-a făcut să părăsesc țara în care m-am născut și am crescut, și să urc în Țara Sfântă, țara în care străbunii noștri au locuit fericiți, tara pe care o pomenim de zece ori pe zi în rugăciunile noastre...Nu se află nici un prilej de sărbătoare în care să nu amintim Ierusalimul... Nu e nici o îndoială ca trebuie să-i mulțumesc Domnului pentru tot binele ce mi l-a făcut. De trei ori m-a trecut cu bine peste mare, m-a ținut în viață, și m-a adus în locul ce mi l-am dorit, ca să duc o viața bună și pașnică, și să mă bucur de Domnul și să-i vizitez sanctuarul”

## „Cel mai frumos cartier al evreilor din Țara Israelului”
Străzile cartierului, de trei ori mai late decât ulițele Ierusalimului în anii aceia, au fost construite în cruciș, în plan ortogonal,iar la marginea lor s-au prevăzut locuri pentru plantarea de pomi, inclusiv eucalipți.
Cartierul buhar a devenit faimos pentru mărimea caselor și întinderea curților din preajma lor.Casele erau înzestrate cu ferestre în stil neogotic, acoperișuri cu țigle, arcade în stil neo-maur și componente din marmură italiană. Fațadele erau ornamentate cu motive evreiești ca Steaua lui David și cu inscripții în ebraică. Mulți din evreii bogați rămași în Buhara au achiziționat aici vile de vară, mai ales pentru perioada dintre Paștele evreiesc (Pesah) și sărbătoarea Shavuot, când obișnuiau să viziteze Palestina (Țara Israel).
În nordul cartierului buhar s-a construit un fel de sub-cartier de case în stil persan, numit Givat Shaul, al evreilor care fuseseră în trecut islamizați cu forța - anussim (tchala) - în orașul Mashhad din Persia și care au revenit pe față la iudaism, după ce au fost nevoiți să țină această credință în taină. El s-a numit Givat Shaul, adică Dealul lui Shaul, în amintirea lui Shaul Gol, fondatorul familiei Shaulov, care a întemeiat acest sub-cartier.
În anii 1905-1908 s-a deschis în cartier o crescătorie de vaci, iar in periferia lui s-a plantat bumbac. Construirea cartierului a continuat practic până la începutul anilor 1950. Cartierul a ajuns la un număr de 200 case.
Fruntașii și bogații comunității au desfășurat o intensă activitate filantropică, ajutând nu numai pe săracii din rândurile evreilor buhari, dar și alți nevoiași. Ei au construit case si pravalii pentru inchiriere de a lungul Străzii Jaffa, si au facut numeroase donații pentru orfelinate și spitale. Adesea au acoperite cheltuielile de spitalizare ale săracilor.

## Primul război mondial
În timpul Primului Război Mondial cartierul a avut de suferit în urma expulzării de către autoritătile otomane a tuturor evreilor cu cetățenie rusă sau inamică. Armata otomană a rechiziționat mai multe clădiri și a tăiat toți copacii. Numeroși evrei buhari au sărăcit în urma războiului și a Revoluției bolșevice, când li s-au naționalizat averile.
După război cartierul a gazduit un mare val de evrei buhari sărăciți de revoluție. 
Totusi in anii 1920-1930 sub dominația britanică, cartierul a cunoscut o noua perioada de prosperitate. S-au instalat aici și un număr de intelectuali de vază. În anul 1930, s-a înființat în cartier și o fabrică de covoare persane, care a furnizat locuri de muncă pentru 80 de femei din comunitate.
A luat ființă și un liceu, care a devenit mai târziu cunoscut sub numele de Gimnaziul ebraic Rehavia.  

### În zilele noastre
Cu timpul Cartierul Buharilor și-a pierdut strălucirea și nu a mai fost întreținut. Casele au început să se degradeze, unele devenind ruine. Și comunitatea buhară care sălășluia în el l-a părăsit cu timpul și s-a redus simțitor. În perioada actuală cartierul cunoaște un proces de „convertire” la ultraortodoxie fiind locuit de un număr tot mai mare de evrei ultraortodocși sau haredim.  Totuși s-a luat recent decizia de a înființa un comitet de acțiune compus din reprezentanți ai locuitorilor inițiali ai cartierului, împreună cu locatari actuali, și reprezentanți ai Consiliului pentru conservarea locurilor istorice, în scopul reabilitării locului.

## Clădiri însemnate

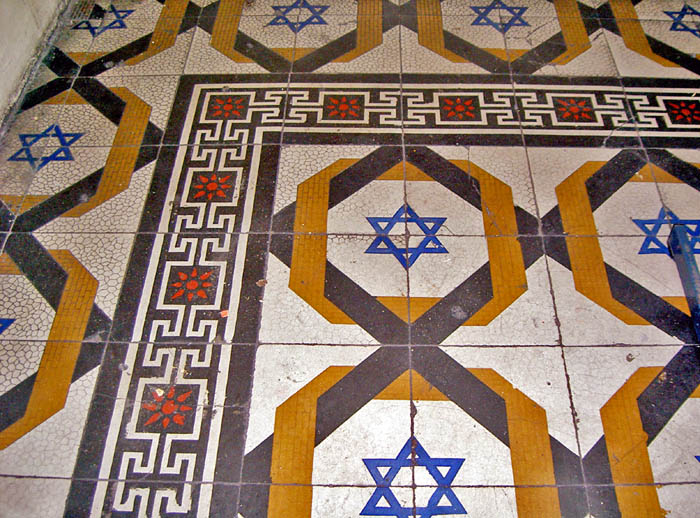
Pavimentul sinagogii din Palatul Yehudayoff-Hefetz, detaliu

- Casa Mussaieff sau Mussayoff- casa conducătorului comunității buhare din Ierusalim la sfârșitul secolului al XIX-lea (1894) , prima clădire din cartier, pe strada Adonyahu Hacohen colț cu strada Yoel. La capătul de răsărit al curții a fost ridicată sinagoga Mussayoff, activă până în ziua de astăzi și care conține și opt camere de rugăciune.
- Casa Davidoff - pe strada Habuharim (Strada buharilor) sau Strada David, a aparținut lui Yosef Davidoff (Davidov), mare comerciant de textile,  unul din fruntașii evreilor din Samarkand, care scăpase cu bine dintr-o dramă judiciară uneltită împotriva sa de către emirul local. Dupa plecarea familiei Davidoff, în anii 1920 clădirea a găzduit un cămin al Agenției evreiești, în care noi imigranti au trăit în condiții de cooperativă, și apoi gimnaziul ebraic Rehavia. Se spune ca imita vila lui Davidoff din Tașkent. Fațada are șapte ferestre de diverse mărimi. În centrul acoperișului s-a construit o încăpere mai ridicată cu ferestre, care permitea razelor de soare să pătrundă din abundență în atelierul de bijuterie ce fusese amenajat acolo. După o restaurare și o modernizare a interiorului în anii 1980, actualmente casa a servit drept sediu școlii profesionale Amal și centrului „Kozari” de  țesătorie și de lucru manual, iar după aceea, a fost preluată de Federația Sionistă din Africa de Sud. Aceasta a înființat două făbricuțe și o policlinică stomatologică la dispoziția locuitorilor din zonă. Ulterior o parte din clădire a fost cumpărată de un adept la hasidismului Satmar din New York, care a înființat aici o sală de festivități și un cămin cultural.În 2007  casa Davidoff a fost aleasă, împreună cu casa Yehudayoff-Hefetz pentru inițierea proiectului de restaurare și conservare  a caselor din cartier, cu sprijinul Congresului mondial al evreilor din Buhara,  și secția primariei de protecție a monumentelor orașului,
- Curtea Moshayoff - se întindea pe o suprafață de 50 ari. A fost ridicată de către Simha Moshayoff (Moșaev), conducătorul comunității evreilor din Turkestan, după ce a vizitat Palestina în anul 1905. În incinta ei au locuit la un moment dat Itzhak Ben Tzvi și soția lui, Rahel Yannait Ben Tzvi care au predat la gimnaziul din cartier, precum si liderul socialist sionist Berl Katznelson.  În zilele noastre casa a intrat în paragină, însă zidurile exterioare s-au menținut intacte. În 1996  interiorul a fost reconstruit.

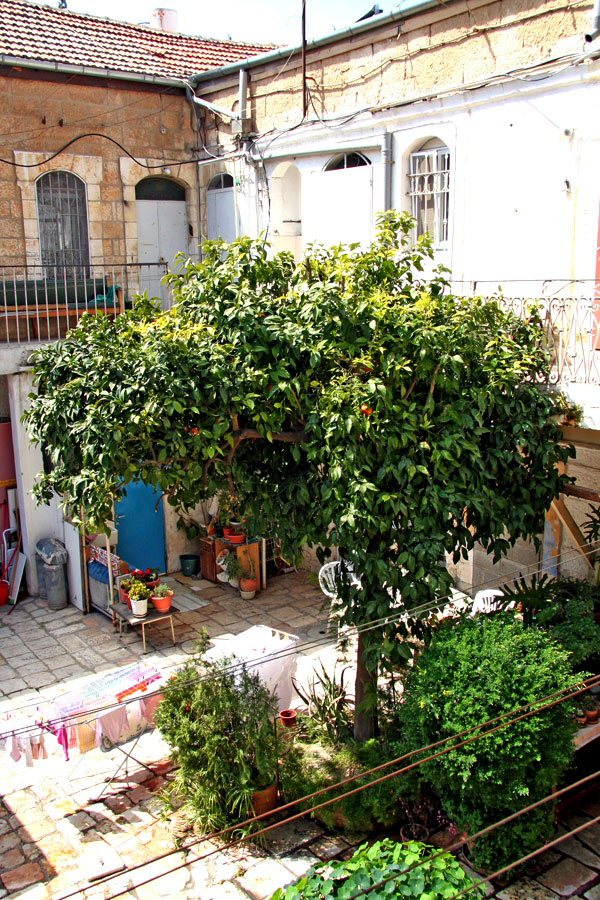
Curtea sinagogii Hadj Adonyahu Hakohen, în Zona Spaţiilor publice din Cartierul Buharilor

- Casa Hadj Yehezkel - este casa unuia din urmașii convertiților forțați la islam din Mashhad, Hadj  Muhammad Ismail, care, pe la vârsta de 70 ani,la începutul secolului al XX-lea, trecând prin Ierusalim în ceea ce trebuia să fie al treilea pelerinaj al său spre Mecca, a revenit la iudaism, și-a schimbat numele în  ebraică în (Hadj) Yehezkel ben Yaakov Halevi și și-a zidit casa în cartierul buharilor din Ierusalim (strada Adonyahu Hakohen 28). Pe urmele lui, și alți convertiți din Mashhad au emigrat la Ierusalim, întorcându-se la credința strămoșilor.
- Casa Hadj Adonyahu și în curte, o clădire având la etaj sinagoga Hadj Adonyahu Hakohen, au fost ridicate prin 1900 de către Adonyahu Aharonoff (Aharonov), și el evreu reîntors la iudaism din Mashhad.
- Casa Yehudayoff-Hefetz,pe strada Ezra,a fost construită din piatra de calcar locală și marmură italiană în anii 1905-1914 de către comerciantul Elisha Yehudayoff (Iehudaiov sau Yagudaev) și de ginerele său, Israel Haim Hefetz. Având o fațadă lungă de 55 metri și o lățime de 20 metri, ea a fost ornamentată cu decorații imitate după stilul Renașterii și al barocului italian. Mai sunt șiruri de ferestre boltite, încadrate de coloane cu capiteluri corintice în stilul Renașterii italiene din secolul al XVI-lea, cu bare împletite, niște porți grele de fier, cu decorații din fier forjat, o poartă principală flancată de două coloane de piatră, susținând niște cupe, și o scara circulară,și ea în stil neo-renascentist, decoratii cu motive iudaice ca de pildă Steaua lui David. Deasupra acoperișului s-a construit o piramidă de sticlă care servea drept plafon pentru cortul de Sukkot. Piramida era descoperită prin glisare cu ocazia sărbătorii respective. În interior pictorul Shmuel Melnik a adăugat în anii 1920 niște picturi murale înfățișând peisage pastorale din Europa, împodobite cu motive evreiești cum ar fi zodiile - simbolurile celor 12 triburi,versete în ebraică, imagini ale mormintelor lui Absalom și Zaharia etc etc. Casa, denumită uneori „Palatul”, a găzduit odată personaje însemnate. După o legendă urbană, ea ar fi conținut și o cameră care era destinată lui Mesia, atunci când va veni, potrivit cu credința iudaică. Exista și credința că toată clădirea era destinată regelui Mesia, dupa cum relatează și scriitorul israelian Sh.Y.Agnon în povestirea sa, „Shira”.[2]

În anii Primului Război Mondial aici s-a stabilit statul major al trupelor otomane din Ierusalim, în frunte cu Djamal Pașa.
După ce armata britanică a cucerit Ierusalimul în anul 1917, în mai 1918 s-a ținut în „Palat” o mare recepție în cinstea cuceritorilor în frunte cu generalul Edmund Allenby. S-a organizat și un Seder, o cină tradițională de Paște pentru cei 200 soldați evrei care au servit în legiunea evreiască a armatei britanice. 
În 1921 la Casa Yehudayoff- Hefetz  s-a convocat adunarea de întemeiere a Șef Rabinatului Palestinei, iar rabinii Avraham Hacohen Kook și Yaacov Meir au fost aleși șef rabini așkenaz și respectiv, sefard, al Palestinei. Cel dintâi Înalt Comisar al Palestinei, Sir Herbert Samuel, care era evreu, a celebrat aici sărbătoarea Sukot. 
La sfârșitul mandatului britanic în Palestina, pivnița clădirii a servit drept loc de întâlnire și depozit secret de arme al membrilor organizației paramilitare evreiești Etzel sau Irgun. 
Pe parcursul anilor, în edificiu au funcționat mai multe școli, între care școala de fete a Hanei Spitzer și apoi școala de băieți „Moriya”, de asemenea  orfelinatul Tzion Blumental.
În zilele noastre casa a slujit școlii de fete „Beit Hana” a mișcării hasidice Habad, iar la etaj liceului ultraortodox de fete „Beit Yaakov Karo”, apoi școlilor de fete „Or Batya” și „Bnot Rahe”l.
- Casa Simhayoff - a fost construită pentru Mela Bey Simhayoff (Simhaev), conducător vreme de cincizeci de ani al evreilor din Kokand.
- Sinagoga Shauloff - zidită de frații Binyamin Israel și Netanel Gol Shauloff (Șaulov), fondatorii mini cartierului ex-convertiților din Mashhad, Givat Shaul
- Casa de bătrâni a obștii buhare, pe strada Fishel, fusese inițial o casa familială cu curte.restaurată  în anii 1970.
- Hammam -ul, baia publică de pe strada Yehezkel, candidată la restaurare pentru a sluji drept mikve, baie rituală evreiască.
- Curtea spațiilor publice (Hatzar Hahekdesh) de pe strada Mussayoff,  este o clădire care conține 25 locuințe destinate săracilor. Ea a fost zidită din donații ale lui Shlomo Mussaieff și ale altora. Era înzestrată cu un puț, cu o grădină, din care au supraviețuit doi eucalipți, și patru sinagogi, una din ele Baba Tama, a devenit cu timpul cel mai important lăcaș de rugăciune din cartier.
- Sinagoga Baba Tama - sinagoga centrală a cartierului, construită în 1895, denumită după numele donatorului care a ctitorit-o, Baba David Tama din Buhara. Sinagoga e orânduită după obiceiul sinagogilor sefarde: credincioșii șed dimprejurul podiumului de citire a Torei, Bama.Podeaua este acoperită cu covoare, si culoarea dominantă a pereților este albăstrui- verzuie. Partea de sus a pereților e pictată cu fresce, pe peretele de nord e pictat rabinul Blumberg, poreclit „Al Naharot Bavel”. Sinagoga apare pe o marcă poștală israeliană dedicată centenarului cartierului buhar.
- Sinagoga Babayoff-Issacharoff (Babaiov - Isaharov), pe Strada David, a fost odată sinagoga cabaliștilor. Ea se disting prin picturile murale, înfățișând cele 12 triburi ebraice, în sala principală, cele Șapte Feluri de plante (Shiva Minim) în sectorul destinat femeilor.
- Sinagoga Sufayoff Katz, pe strada Mussaieff, adăpostește ieșiva ultraortodoxă Kolel Shem (Shem - după inițialele lui Shlomo Muassaieff), unde a învățat rabinul Shlomo Auerbach sau Oierbach
- Sinagoga Beit Menahem, pe strada Yehezkel, a fost înființată de imigranții din „Shushan Habira”, adică Hamadan, în Persia.
- Piața Buharilor
- Institutul Harry Fischel de cercetare a Legii iudaice, o facultate de judecători religioși - dayanim, întemeiată în 1931 de către un om de afaceri și filantrop evreu din SUA, în anii marii crize economice mondiale. Pe lângă institut funcționează și o sinagogă, un kolel pentru pensionari și o legătorie de cărți.

## Locuitori vestiți
- Rabinul Itzhak Kaduri, locuia pe strada Israel Aharon Fishel,unde a înființat o ieșivă de cabaliști.